# HMS Ambrose
L'HMS Ambrose fou un vaixell mercant de passatgers comprat per l'Almirallat Britànic a la Booth Steamship Company a l'inici de la Primera Guerra Mundial per convertir-lo en creuer auxiliar. Més tard va ser reconvertit en vaixell d'abastament de submarins donant suport, durant la dècada de 1920, a la majoria de submarins en servei a l'Extrem Orient. Un cop retornat a casa l'any 1928, l'Ambrose fou destinat a la «Flota de Reserva». Més tard fou modificat per donar suport a destructors durant la Segona Guerra Mundial abans de ser venut per desballestament al 1946.

## Descripció
L'Ambrose tenia 118,08 m d'eslora, 6,32 m d'mànega i un calat de 6,32 m. Tenia un arqueig aproximat de 4,000 GRT. N'era propulsat per un motor de vapor d'expansió triple vertical de 6.350 HP (4,740 kW) alimentat pel vapor generat per un nombre desconegut de calderes de carbó. Mentre feia servei de transport de passatgers, va tenir una tripulació aproximada 102 oficials i mariners. l'SS Ambrose podria portar 149 passatgers en primera classe i 330 en la resta de classes en la configuració inicial.
Com a creuer mercant armat, l'armament de l'Ambrose consistia en vuit canons de 120 m amb un desplaçament de 6.600 tones. Després de la seva conversió a vaixell d'abastament de submarins, l'Ambrose tenia una velocitat màxima de 145 nusos, estava armat amb dos canons antiaeris i una tripulació de 238 oficials i mariners. Moltes de les cabines de passatgers haurien estat modificats per allotjar a les tripulacions dels submarins.

## Construcció
L'Ambrose Va ser construït per les drassanes Sir Raylton Dixon and Company, amb el número 496, en Middlesbrough. El vaixell va ser avarat el 31 de març de 1903 i va fer el seu viatge inaugural de Liverpool a Manaus, el 20 de setembre. Suposadament, va encallar el 3 d'octubre de 1906 i va ser reparat per Hawthorn Leslie a Hebburn. Les reparacions van incloure un augment de la capacitat de passatge modificant la part posterior de la superestructura que va durar fins al 30 de març de 1907.
El vaixell va ser requisat i comissionat com l'HMS Ambrose el 10 de desembre de 1914 per servir com a creuer mercant armat. Va ser adquirit el 20 d'octubre de 1915 i convertit a vaixell d'abastament de submarins durant el 1917. L'Ambrose tenia la base a Berehaven, Irlanda, al gener 1918 i fou transferit a Falmouth (Cornualla) al novembre. Durant 1919, el vaixell va tenir la seva base a Devonport fins al setembre quan va partir cap a l'Extrem Orientl per donar suport la 4a Flotilla de Submarins durant 1928. Va partir d'Hong Kong el 28 de març d'aquell any i va ser destinat a la «Flota de Reserva» el 4 de desembre a Rosyth, Fiord de Forth.
No és clar quan va ser reconvertit com a vaixell d'abastament per destructors. Va rebatejar com a HMS Cochrane l'1 de juny de 1938. El Cochrane va servir com a com a Vaixell d'abastament durant la Segona Guerra Mundial i posat fora de servei l'1 de març de 1946. El vaixell va ser venut per desballestar l'agost i va arribar al lloc de desballestament a Inverkeithing, Escòcia, el 13 de novembre de 1946.